# Amomum laxisquamosum
Amomum laxisquamosum är en enhjärtbladig växtart som beskrevs av Karl Moritz Schumann. Amomum laxisquamosum ingår i släktet Amomum och familjen Zingiberaceae. Inga underarter finns listade i Catalogue of Life.